# Enilospiron
Enilospiron (CERM-3,726) je selektivni agonist 5-HT1A receptor iz azapironske hemijske klase.

## Literatura
- Nicholson AN, Stone BM (1982). „6-(3-chloro)-phenoxy-2-methyl-1-oxa-4-azospiro-[4,5]decane-3-one (CERM 3726) and sleep of healthy men”. Psychopharmacology. 76 (2): 157—9. PMID 6805026. doi:10.1007/BF00435270.